# Paris-Nice de 1997
A Paris-Nice de 1997, foi a edição número 55 da carreira, que esteve composta de sete etapas e um prólogo disputados do 9 ao 16 março de 1997. Os ciclistas completaram um percurso de 1.153 km com saída em Neuilly-sur-Seine e chegada a Nice, na França. A carreira foi vencida pelo francês Laurent Jalabert, que foi acompanhado no pódio pelo suíço Laurent Dufaux e o espanhol Santi Blanco.Esta era a terceira vitória consecutiva de Jalabert nesta prova.
Gilbert Duclos-Lassalle converte-se no director de carreira. Instauram-se os controles sanguíneos.

## Resultats de lhes etapes
| Etapa               | Data        | Percurso                      | km       | Ganhador           | Líder            |
| ------------------- | ----------- | ----------------------------- | -------- | ------------------ | ---------------- |
| Prólogo             | 9 de março  | Neuilly-sur-Seine-Paris (CRI) | 7.1 km   | Laurent Jalabert   | Laurent Jalabert |
| 1ª etapa            | 10 de março | Vendôme-Bourges               | 162.5 km | Tom Steels         | Laurent Jalabert |
| 2ª etapa            | 11 de março | Bourges-Montluçon             | 173 km   | Tom Steels         | Laurent Jalabert |
| 3ª etapa            | 12 de março | Montluçon-Clermont-Ferrand    | 165 km   | Pascal Chanteur    | Laurent Jalabert |
| 4ª etapa            | 13 de março | Cournon-d'Auvergne-Vénissieux | 197.5 km | Tom Steels         | Laurent Jalabert |
| 5ª etapa            | 14 de março | Montélimar-Sisteron           | 182 km   | Laurent Jalabert   | Laurent Jalabert |
| 6ª etapa            | 15 de março | Saint-André-les-Alpes-Antibes | 160.5 km | Adriano Baffi      | Laurent Jalabert |
| 7ª etapa, ºº sector | 16 de março | Nice-Nice                     | 69.8 km  | Tom Steels         | Laurent Jalabert |
| 7ª etapa, 2º sector | 16 de março | Antibes-Nice (CRI)            | 19.9 km  | Viatcheslav Ekimov | Laurent Jalabert |

## Etapas

### Prólogo
9-03-1997. Neuilly-sur-Seine-Paris, 7.1 km. (CRI)
|   | Ciclista         | Equipa         | Tempo   |
| - | ---------------- | -------------- | ------- |
| 1 | Laurent Jalabert | ONZE           | 19' 04" |
| 2 | Andrei Tchmil    | Lotto-Mobistar | + 4"    |
| 3 | Melcior Mauri    | ONZE           | + 10"   |

### 1.ª etapa
10-03-1997. Vendôme-Bourges, 162.5 km.
|   | Ciclista           | Equipa            | Tempo      |
| - | ------------------ | ----------------- | ---------- |
| 1 | Tom Steels         | Mapei-GB          | 4h 24' 48" |
| 2 | Frédéric Moncassin | Gan               | m. t.      |
| 3 | Adriano Baffi      | US Postal Service | m. t.      |

### 2.ª etapa
11-03-1997. Bourges-Montluçon 173 km.
|   | Ciclista            | Equipa   | Tempo      |
| - | ------------------- | -------- | ---------- |
| 1 | Tom Steels          | Mapei-GB | 4h 13' 59" |
| 2 | Gian-Matteo Fagnini | Saeco    | m. t.      |
| 3 | Frédéric Moncassin  | Gan      | m. t.      |

### 3.ª etapa
12-03-1997. Montluçon-Clermont-Ferrand 165 km.
|   | Ciclista         | Equipa                    | Tempo      |
| - | ---------------- | ------------------------- | ---------- |
| 1 | Pascal Chanteur  | Casino-C'est votre equipe | 3h 59' 43" |
| 2 | Laurent Dufaux   | Festina-Lotus             | m. t.      |
| 3 | Laurent Jalabert | ONZE                      | m. t.      |

### 4.ª etapa
13-03-1997. Cournon-d'Auvergne-Vénissieux, 197.5 km.
|   | Ciclista         | Equipa   | Tempo      |
| - | ---------------- | -------- | ---------- |
| 1 | Tom Steels       | Mapei-GB | 5h 20' 48" |
| 2 | Mario Cipollini  | Saeco    | m. t.      |
| 3 | Laurent Jalabert | ONZE     | m. t."     |

### 5.ª etapa
14-03-1997. Montélimar-Sisteron, 182 km.
|   | Ciclista         | Equipa        | Tempo      |
| - | ---------------- | ------------- | ---------- |
| 1 | Laurent Jalabert | ONZE          | 4h 34' 12" |
| 2 | Laurent Dufaux   | Festina-Lotus | m. t.      |
| 3 | Santi Blanco     | Banesto       | + 1"       |

### 6.ª etapa
15-03-1997. Saint-André-les-Alpes-Antibes, 160.5 km.
|   | Ciclista      | Equipa            | Tempo      |
| - | ------------- | ----------------- | ---------- |
| 1 | Adriano Baffi | US Postal Service | 3h 35' 49" |
| 2 | Johan Museeuw | Mapei-GB          | m. t.      |
| 3 | Andrei Tchmil | Lotto-Mobistar    | m. t.      |

### 7.ª etapa, 1.º sector
16-03-1997. Nice-Nice, 69.8 km.
|   | Ciclista           | Equipa                  | Tempo      |
| - | ------------------ | ----------------------- | ---------- |
| 1 | Tom Steels         | Mapei-GB                | 1h 39' 10" |
| 2 | Fabio Baldato      | MG Maglificio-Technogym | m. t.      |
| 3 | Frédéric Moncassin | Gan                     | m. t.      |

### 7.ª etapa, 2.º sector
16-03-1997. Antibes-Nice, 19.9 km. CRI
Chegada situada no Passeio dos Anjos.
|   | Ciclista           | Equipa            | Tempo   |
| - | ------------------ | ----------------- | ------- |
| 1 | Viatcheslav Ekimov | US Postal Service | 22' 27" |
| 2 | Yevgueni Berzin    | Batik-Del Monte   | + 30"   |
| 3 | Tom Steels         | Mapei-GB          | + 37"   |

## Classificações finais

### Classificação geral
| Pos. | Ciclista           | Equipa                    | Tempo       |
| ---- | ------------------ | ------------------------- | ----------- |
|      | Laurent Jalabert   | ONZE                      | 28h 56' 06" |
| 2    | Laurent Dufaux     | Festina-Lotus             | + 1' 00"    |
| 3    | Santi Blanco       | Banesto                   | + 1' 25"    |
| 4    | Viatcheslav Ekimov | US Postal Service         | + 1' 45"    |
| 5    | Pascal Chanteur    | Casino-C'est votre equipe | + 2' 06"    |
| 6    | Didier Rous        | Festina-Lotus             | + 2' 32"    |
| 7    | Mikel Zarrabeitia  | ONZE                      | + 2' 39"    |
| 8    | Johan Museeuw      | Mapei-GB                  | + 2' 43"    |
| 9    | Christophe Moreau  | Festina-Lotus             | + 2' 51"    |
| 10   | Pascal Lino        | BigMat-Auber'93           | + 2' 55"    |